# Strażnica WOP Jakuszyce

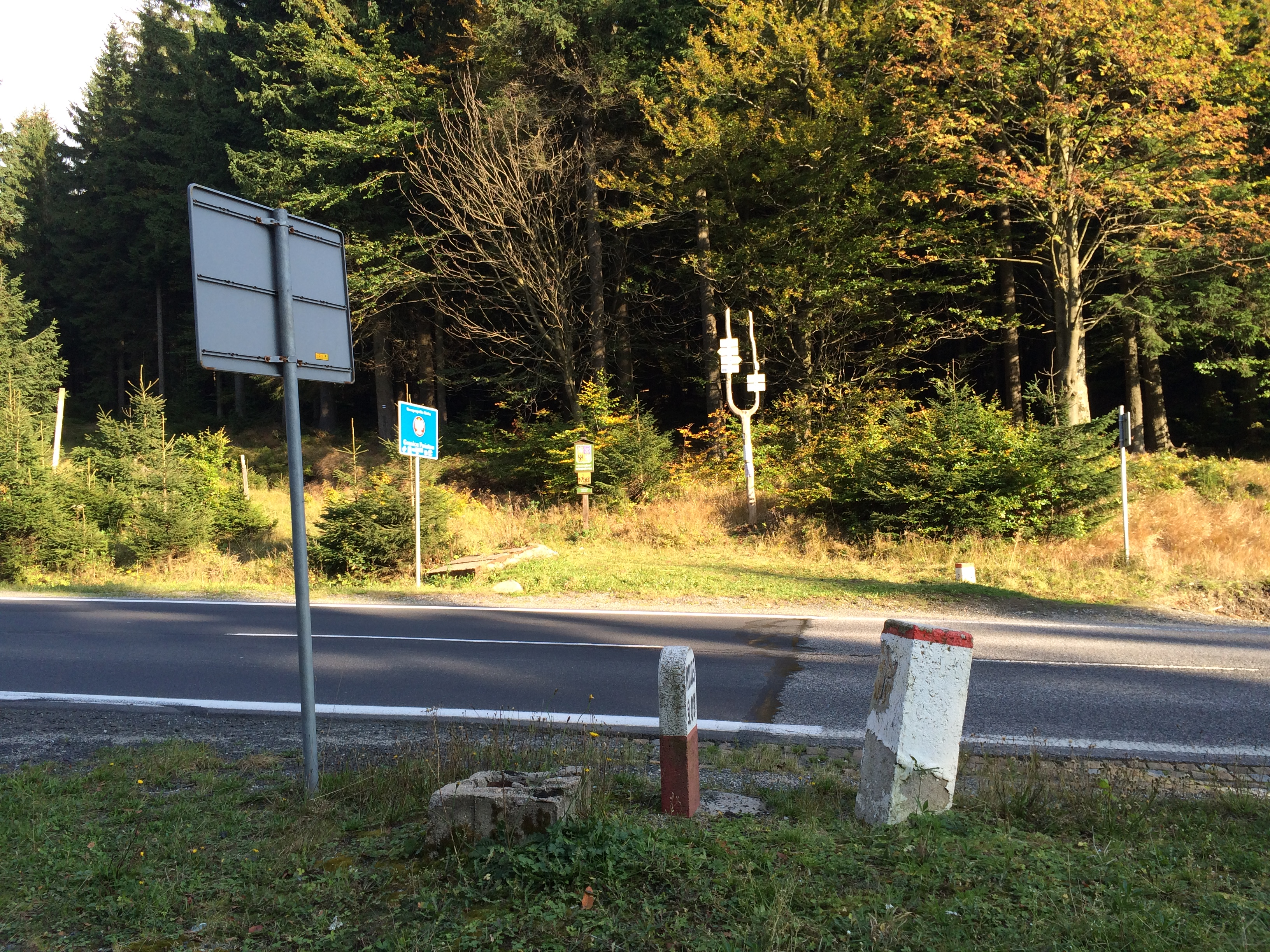
Granica polsko-czeska w Jakuszycach (październik 2014)

Strażnica Wojsk Ochrony Pogranicza Karlsthal/Jakuszyce – zlikwidowany pododdział Wojsk Ochrony Pogranicza pełniący służbę graniczną na granicy polsko-czechosłowackiej.

Strażnica Straży Granicznej w Jakuszycach – zlikwidowana graniczna jednostka organizacyjna Straży Granicznej realizująca zadania bezpośrednio w ochronie granicy państwowej z Czechosłowacją/Republiką Czeską.

## Formowanie i zmiany organizacyjne
Strażnica została sformowana w 1945 w strukturze 1 komendy odcinka Szklarska Poręba jako 4 strażnica WOP (Karlsthal) o stanie 56 żołnierzy. Kierownictwo strażnicy stanowili: komendant strażnicy, zastępca komendanta do spraw polityczno-wychowawczych i zastępca do spraw zwiadu. Strażnica składała się z dwóch drużyn strzeleckich, drużyny fizylierów, drużyny łączności i gospodarczej. Etat przewidywał także instruktora do tresury psów służbowych oraz instruktora sanitarnego.
W 1947 została przeformowana na strażnicę II kategorii o stanie 43 wojskowych.
W związku z reorganizacją oddziałów WOP, 24 kwietnia 1948 4 strażnica Ochrony Pogranicza Jakuszyce została włączona w struktury 12 batalionu Ochrony Pogranicza, a 1 stycznia 1951 81 batalionu WOP w Szklarskiej Porębie.
Od 15 marca 1954 wprowadzono nową numerację strażnic, a strażnica WOP Jakuszec II kategorii otrzymała nr 6. 
W 1956 rozpoczęto numerowanie strażnic na poziomie brygady. Strażnica II kategorii Jakuszec była 6. w 8 Brygadzie Wojsk Ochrony Pogranicza. W 1960, po kolejnej zmianie numeracji, strażnica posiadała numer 24 i zakwalifikowana była do kategorii IV w 8 Łużyckiej Brygadzie WOP . W 1964 strażnica WOP nr 23 Jakuszyce uzyskała status strażnicy lądowej i zaliczona została do IV kategorii.
W latach 1973/75 Strażnica WOP Jakuszyce wyglądała w sposób następujący: w pierwszym budynku były mieszkania dowódcy i szefa strażnicy oraz mieściły się magazyny, a bezpośrednio od placu na dole znajdowało się pomieszczenie dyżurnego–operacyjnego. U góry miał swoją kancelarię dowódca strażnicy. Również było tam pomieszczenie podoficera łączności. Żołnierze służby zasadniczej mieszkali w drugim budynku. Na pierwszym piętrze były sale żołnierskie, a na dole kuchnia, stołówka i świetlica. W głębi podwórka była stodoła, a obok stajnia, boks dla świń i garaż na GAZ-69.

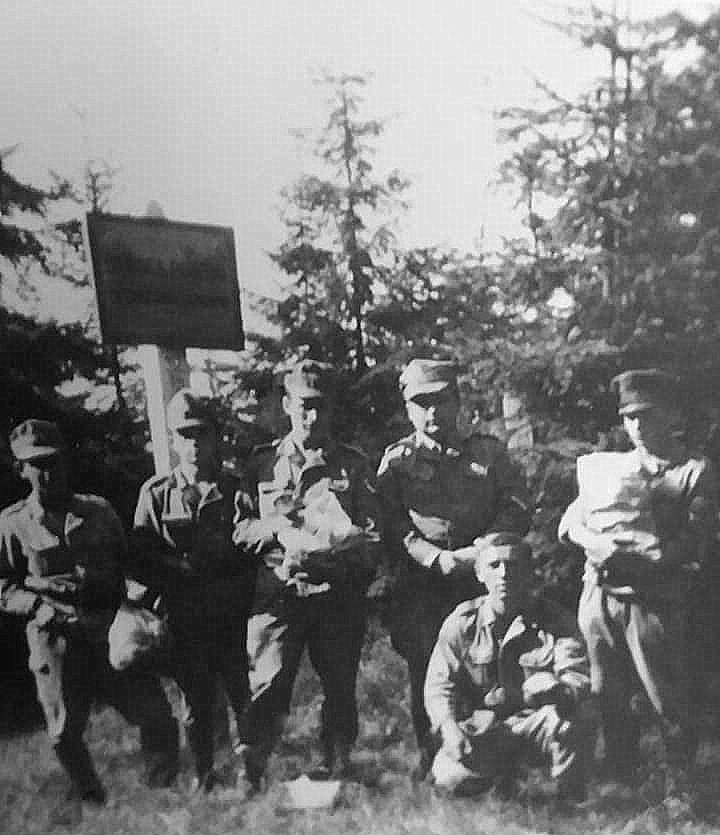
Załoga przy tablicy GRANICA PAŃSTWA PRZEKRACZANIE ZABRONIONE (1975)

W 1976 batalion zabezpieczał łączność telefoniczną. Linia zamontowana była na słupach pomiędzy batalionem a strażnicą. Do Jakuszyc biegła przez miasto Szklarska Poręba, do Huty i dalej równolegle do międzynarodowej trasy E-65 Harrachov–Szklarska Poręba. Słupy telefoniczne zdemontowane zostały w latach 80. Wojsko wydzierżawiło łącza telefoniczne od Telekomunikacji Polskiej i nie było potrzeby utrzymywania własnej łączności. Niezależnie od sieci łączności batalionu ze strażnicami, istniała sieć łącząca strażnicę z terenem, który jej podlegał. Od strażnicy Kamieńczyk do Jakuszyc i dalej do Świeradowa, sieć poprowadzona była wzdłuż pasa drogi granicznej. Jeśli żołnierz podczas służby chciał się połączyć ze strażnicą, rozkręcał złączki na drutach, przyczepiał krokodylki do drutów, kręcił korbką, aparatu telefonicznego, który nosił przy sobie. W tym czasie w strażnicy spadały klapki, a dyżurny wsadzał sznur do gniazdka centrali telefonicznej CB-20. Gdy obaj wykonali te czynności, mogli zacząć rozmowę. Wymóg był taki, że na styku z sąsiednią strażnicą element służby granicznej musiał się połączyć z dyżurnym–operacyjnym strażnicy (DOS) i zameldować dojście do styku, tam był niższy słup ze skrzynką telefoniczną. Batalion wyposażony był w radiotelefony ale były zbyt duże i ciężkie, by żołnierze patrolujący góry mogli je nosić ze sobą. Dyżurni–operacyjni mieli radiostacje, ale one też były bardzo dużych rozmiarów.
W 1981 w strażnicy było 46 żołnierzy służby zasadniczej i trzech zawodowej, a strażnica znajdowała się w jednym z dwóch budynków, które obecnie, po połączeniu i rozbudowie stanowią ośrodek Biathlonn.
W latach 1976–1989 administracyjnie podlegały strażnicy WOP Jakuszyce obiekty strażnicy szkolnej WOP Orle.
W latach 1987–89 Strażnica WOP Jakuszyce wyglądała w sposób następujący: w pierwszym budynku (patrząc od Szklarskiej Poręby) na parterze była kuchnia i stołówka, a pod kuchnią kotłownia. Na piętrze mieszkał zastępca d-cy i szef strażnicy. Do głównego budynku (drugi parząc od Szklarskiej Poręby), wchodziło się przez ganek i na parterze znajdowały się: pomieszczenie dyżurnego–operacyjnego z dużym oknem gdzie wydawana była broń i wyposażenie do służby granicznej, świetlica z TV (ostatnie duże pomieszczenie od strony Harrachova), sklepik żołnierski, magazyn broni, pomieszczenia gospodarcze (typu sala odwiedzin itp.), biblioteka (malutkie pomieszczenie od strony stołówki), kancelaria dowódcy strażnicy, łaźnia, pomieszczenie Zespołu Ewidencji i Przetwarzania Danych GPK Jakuszyce. Pod schodami znajdowało się pomieszczenie dla osób zatrzymanych i małe pomieszczenia na sprzęt podręczny. Na piętrze znajdowały się izby żołnierskie z łóżkami metalowymi, ustawionymi piętrowo. Ponadto był magazyn z czystą bielizną i pomieszczenie szefa strażnicy. Na podwórzu były dwa pomieszczenia: jedno to garaż na UAZ 469 (w latach 1988–90 dodatkowo na wyposażeniu był FSC Żuk) i różnego typu sprzęt (motocykle WSK 125, skuter śnieżny „Buran”, tobogan) i podręczny warsztat oraz awaryjne zasilanie. Drugie pomieszczenie to tzw. „suszarnia”, przeznaczona na przemoczone po służbie umundurowanie (pracowała tam zimą, duża dmuchawa elektryczna). W tym samym budynku była tzw. „narciarnia” gdzie były narty i osprzęt do nich wraz z butami czy też kurtkami zimowymi itp. Obok tego budynku stał śmietnik. Przy strażnicy od strony Szklarskiej Poręby, w odległości ok. 50 m w głębi lasu była usytuowana strzelnica gdzie odbywały się strzelania z broni krótkiej i długiej.
Strażnica WOP Jakuszyce do 15 maja 1991 była w strukturach Łużyckiej Brygady Wojsk Ochrony Pogranicza.
Straż Graniczna:
16 maja 1991 strażnica w Jakuszycach weszła w podporządkowanie Łużyckiego Oddziału Straży Granicznej i przyjęła nazwę Strażnica Straży Granicznej w Jakuszycach.

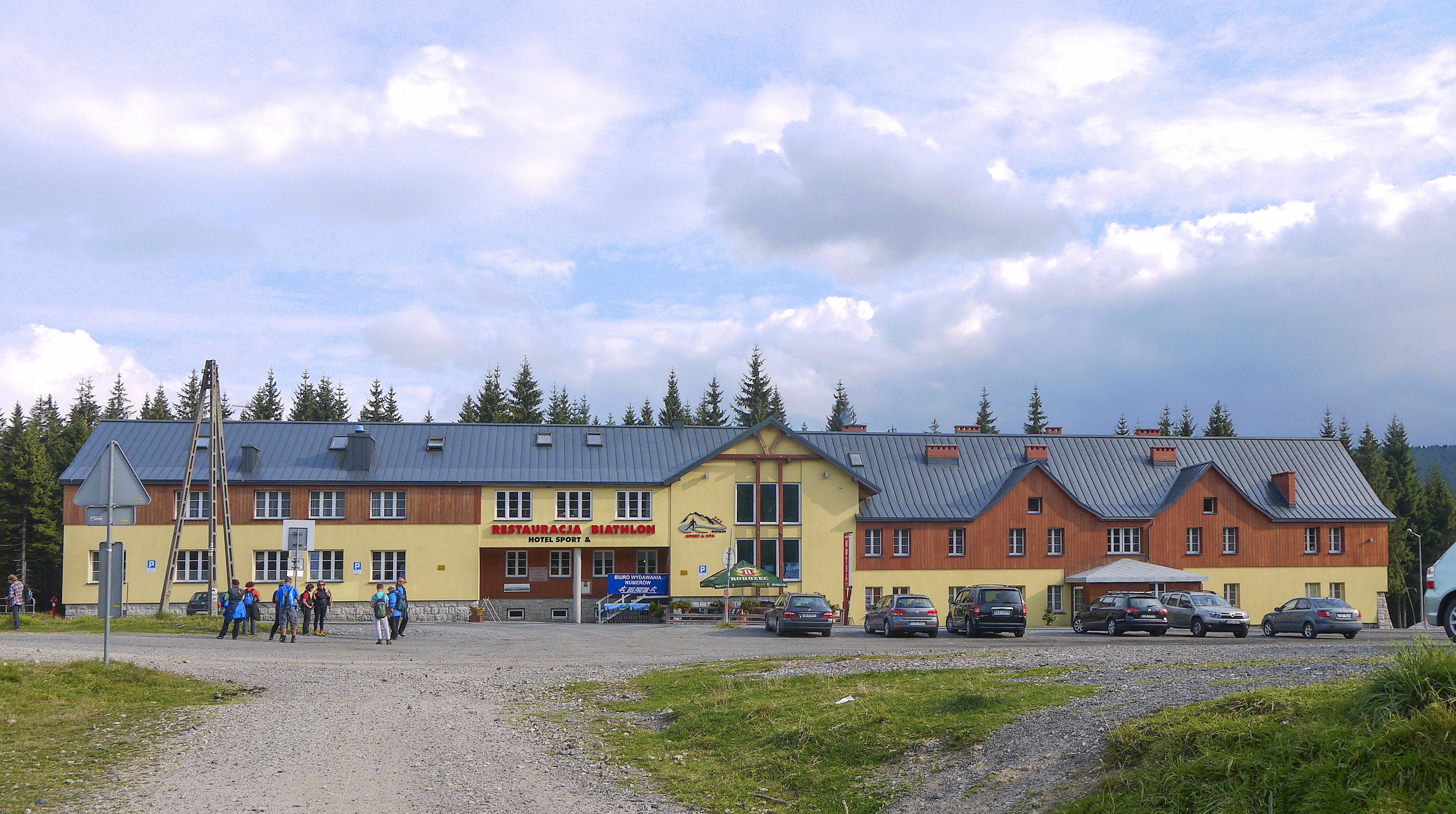
Budynki byłej strażnicy w Jakuszycach zaadaptowane na hotel i restaurację (wrzesień 2016)

W 2000 rozpoczęła się reorganizacja struktur Straży Granicznej związana z przygotowaniem Polski do wstąpienia, do Unii Europejskiej i przystąpieniem do Traktatu z Schengen. Podczas restrukturyzacji wprowadzono kompleksową ochronę granicy już na najniższym szczeblu organizacyjnym tj. strażnica i graniczna placówka kontrolna. Wprowadzona całościowa ochrona granicy zniosła podział na graniczne jednostki organizacyjne ochraniające tylko tzw. „zieloną granicę” i prowadzące tylko kontrole ruchu granicznego. W wyniku tego, 2 stycznia 2003 nastąpiło zniesie Strażnicy SG w Jakuszycach. Ochraniany przez strażnicę odcinek granicy państwowej, przejęła Graniczna Placówka Kontrolna Straży Granicznej w Jakuszycach.

## Ochrona granicy
W październiku 1945 w ramach tworzących się Wojsk Ochrony Pogranicza na odcinku strażnicy zostały utworzone Przejściowe Punkty Kontrolne Jacobsthal (PPK Jacobsthal) (zostały zlikwidowane jesienią 1946):
- drogowy – III kategorii[14], którego załoga wykonywała kontrolę graniczną osób, towarów oraz środków transportu w przejściu granicznym:
  - Jakuszyce-Harrachov (drogowe)
- kolejowy – III kategorii[14], którego załoga wykonywała kontrolę graniczną osób, towarów oraz środków transportu w przejściu granicznym:
  - Jakuszyce-Harrachov (kolejowe).

Już w 1948 na odcinku strażnicy funkcjonowała Graniczna Placówka Kontrolna Jakuszec „drogowa” o numerze 59 , gdzie dowódca strażnicy organizował służbę, a kontrolę dokumentów wykonywali przeszkoleni w tym kierunku żołnierze. Rozkazem organizacyjnym dowódcy WOP nr 018 z 27.02.1964 utworzono Graniczną Placówkę Kontrolną Jakuszyce (GPK Jakuszyce), której załoga wykonywała kontrolę graniczną osób, towarów oraz środków transportu w przejściu granicznym:
- Jakuszyce-Harrachov.

W 1958, w strażnicy zorganizowano drużynę służby niemundurowej N – w ubraniach cywilnych (żołnierze zasadniczej służby), celem zabezpieczenia ruchu turystycznego wzdłuż granicy państwowej na szklakach turystycznych.
1 czerwca 1976 Strażnica WOP Jakuszyce przejęła pod ochronę, po zlikwidowanej strażnicy WOP Orle odcinek granicy państwowej.
Opis ochrony granicy z lat służby przez kpt. Janusza Perza w 1981–1982:

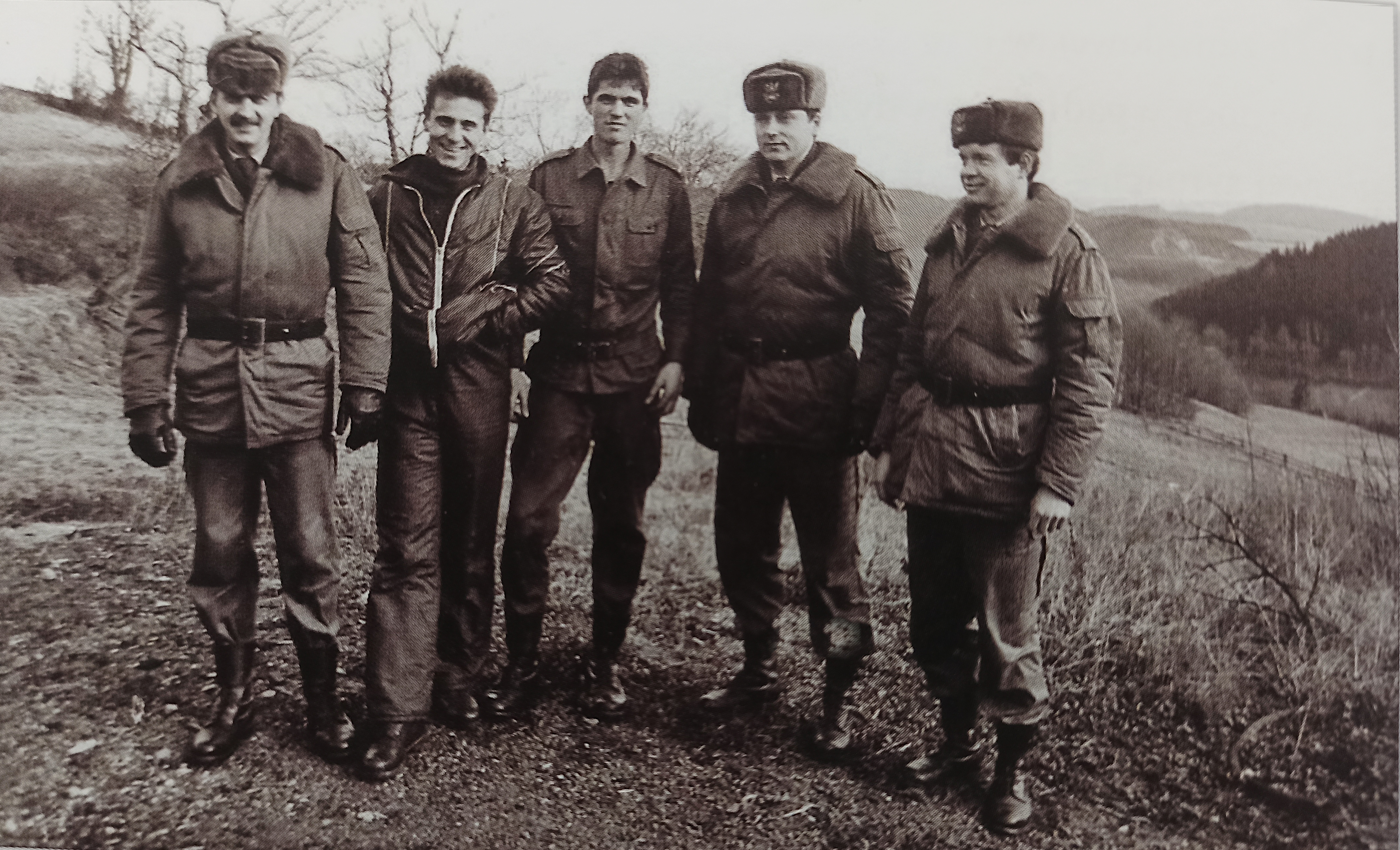
Żołnierze WOP w tym żołnierz służby niemundurowej „N“ i kpt. Janusz Perz (1. z prawej) (1. poł. lat 80.)

[...] Na Polanie Jakuszyckiej nie było jeszcze tych budynków, co teraz. Były wagony kolejowe i jakieś rozwalające się  małe budynki. Wszędzie rósł gęsty las. To był czas jeszcze przed klęską ekologiczną lat osiemdziesiątych, która zmieniła krajobraz. Nasze stałe elementy służby granicznej, czyli miejsca, z których obserwowaliśmy granicę, znajdowały się na wysokości linii przecięcia przez nią głównej drogi, czyli nieco przed przejściem granicznym patrząc od strony polskiej, jak również w prawo i w lewo od tej trasy. Stały element służby granicznej mieliśmy także na drodze do Orle. Tam turyści mięli wstęp wzbroniony. Gdyby ktoś chciał tam iść, był zatrzymany przez żołnierzy WOP. Droga na Orle wtedy była jeszcze gruntowa, asfalt został położony później. Na Orlu nie było już wtedy strażnicy. W jej dawnych pomieszczeniach mieścił się ośrodek kolonijno-wypoczynkowy WOP, obok na górce, stała nawet wyrwirączka, czyli mały wyciąg narciarski. W 1982, po wprowadzeniu stanu wojennego, dostęp do Jakuszyc, został ograniczony. Nie odbył się nawet z tego powodu Bieg Piastów. Rogatki, na których sprawdzano podróżnych, znajdowały się na głównej drodze już w Piechowicach, koło mostu na Kamiennej. W stanie wojennym przez jakiś czas musieliśmy chodzić w hełmach i mieć przy sobie maski i płaszcze na wypadek wojny chemicznej. Z czasem dostaliśmy kałasznikowy. Posługiwanie się nim ćwiczyliśmy na strzelnicy w Jakuszycach. W obsadzie strażnicy byli enkowcy, czyli drużyna służby niemundurowej, uzbrojona w broń krótką. Enkowcy spacerowali pomiędzy leśniczówką a strażnicą i obserwowali teren. Mięli też nawiązywać kontakty z ludnością i pozyskiwać jej zaufanie oraz informacje. Szkolenia mięli przy wodospadzie Kamieńczyk. Na początku swojej działalności w tym miejscu państwo Soleccy mięli budkę z napojami, w której pracowała dziewczyna. Zadaniem enkowców w trakcie szkolenia było tak ją zagadnąć, by się z nią lepiej poznać. Ona oczywiście o wszystkim wiedziała...
[...] W latach osiemdziesiątych cena koni w Czechach była tak wysoka, że opłacało się je przemycać z Polski do Czech. Mówiło się, że w Czechach koń jest wart tyle, co samochód. Przez Jakuszyce przemycono wtedy około trzydziestu koni. Zajmowali się tym robotnicy leśni, którzy bardzo dobrze znali teren i system pracy WOP-u. Wiedzieli jak wytyczyć trasę przemytu, byśmy nic nie zauważyli. Robotnicy pracowali wówczas i mieszkali w różnych miejscach w Górach Izerskich, między innymi na Nowym Świecie: tam gdzie była kolejowa mijanka, po lewej stronie drogi z Rozdroża pod Działem Izerskim do obecnego przejścia granicznego przy dworcu kolejowym w Harrachovie. Robotnicy dokładnie nas rozpracowali, ich trasa omijała wszystkie nasze czujki, ale... Nasz zwiad otrzymał informacje na temat przemytu koni. Widocznie ktoś z grona przemytników powiedział komuś coś za dużo... Okazało się, że trasa przemytu koni wyglądała tak: koniowóz przyjeżdżał, oczywiście nocą, główną drogą od strony Szklarskiej Poręby. W Jakuszycach, na wysokości obecnej stacji paliw, skręcał w prawo, by Dolnym Duktem Końskiej Jamy dojechać do Rozdroża pod Cichą Równią. Tam odbijał w prawo na Szklarską Drogę w kierunku Orla. Ale na Orle nie docierał, bo nieco przed nim skręcał w lewo i dojeżdżał do Rozdroża pod Działem Izerskim. Tu kierował się w prawo, trasą zwaną potocznie wokół Kozińca bądź Koziego Wierchu. Dojeżdżał do obecnego przejścia granicznego przy dworcu w Harrachovie, zostawiał je po lewej stronie, jadąc wokół Kozińca. Jechał jeszcze kilometr, może trochę więcej, do skrzyżowania z drogą leśną. Tej trasy nie znaliśmy, gdy rozstawialiśmy czujki w oczekiwaniu na przemyt. Zwiad wiedział tylko, że przemyt, ale bez takich szczegółów. Gdy więc pojawił się w nocy koniowóz, jadący trasą dla nas nieznaną musieliśmy przekazywać sobie szybko informację, by go nie zgubić. Na ostatnim etapie śledzenia koniowozu nasi żołnierze za nim biegli! W koniowozie były trzy konie, ze strony czeskiej przyszli przemytnicy z pieniędzmi. Ale kasy nie znaleziono. Polscy przemytnicy tłumaczyli potem, że gdy zorientowali się, że wpadli, wyrzucili ją. Nie znaleźliśmy jej...

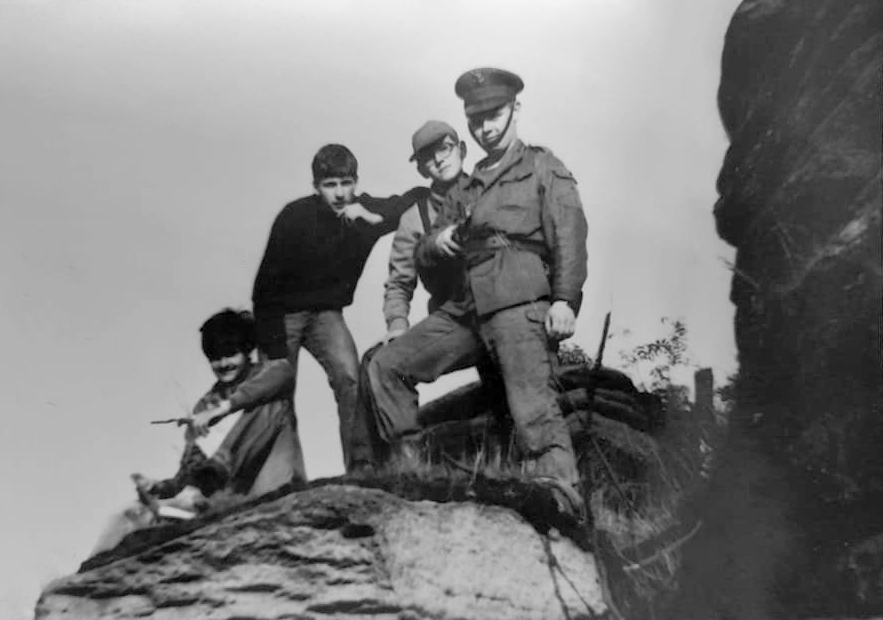
Żołnierz WOP, spotkanie z turystami na prawym odcinku strażnicy (1988)

W latach 1987–89 ochraniany przez strażnicę WOP Jakuszyce odcinek granicy państwowej przedstawiał się następująco:
- Odcinek lewy, do styku ze strażnicą WOP Kamieńczyk był krótszy, ale w całości pod górę po stromych wzniesieniach do znaku granicznego nr VI/46.
- Odcinek prawy, do styku ze strażnicą WOP Świeradów był dużo dłuższy, liczył około 8 km. Sam styk był w okolicach nieczynnego mostu na Rozdrożu Izerskim, jakieś 3 km za Orlem.
- W okresie zimowym pas śnieżny sprawdzany był na głównym kierunku dwukrotnie, na pozostałym raz w ciągu doby z zazębieniem o jeden znak graniczny na korzyć sąsiedniej strażnicy.

16 grudnia 1989 rozformowano strażnicę WOP Kamieńczyk w wyniku czego Strażnica WOP Jakuszyce przejęła odcinek granicy państwowej od znaku granicznego nr VI/42/5 do znaku gran. nr VI/46.
W ochronie granicy dowódcy strażnicy ściśle współpracowali ze swoimi odpowiednikami tj. naczelnikami placówek OSH (Ochrana Statnich Hranic) CSRS.
Straż Graniczna:
Komendanci strażnicy współdziałali w zabezpieczeniu granicy państwowej z placówkami po stronie czeskiej cizinecké policie RCPP.
Na początku lat 90. XX wieku, na odcinku strażnicy zostało uruchomione kolejowe przejście graniczne w którym odprawę graniczną osób, towarów, i środków transportu, wykonywała załoga granicznej placówki kontrolnej SG w Jakuszycach (GPK SG  w Jakuszycach):
- Jakuszyce-Harrachov (Formalnie zlikwidowane 14.01.1995).

2 lipca 1997, na odcinku strażnicy zostało uruchomione przejście graniczne na szlaku turystycznym w którym odprawę graniczną i celną osób, towarów, i środków transportu, wykonywała załoga strażnicy:
- Polana Jakuszycka-Harrachov.

## Wydarzenia

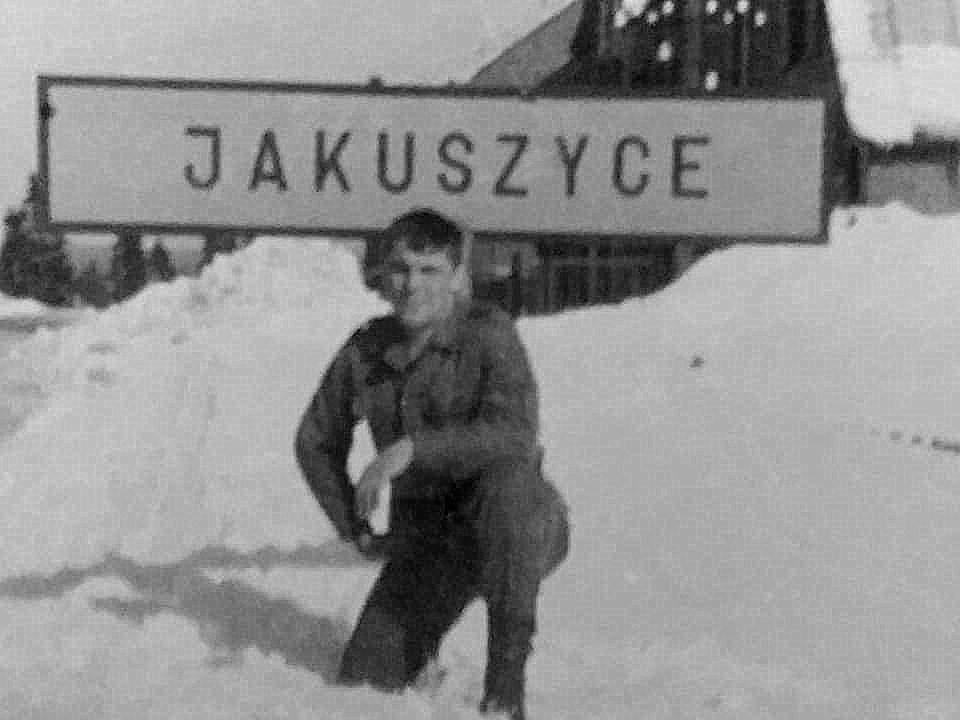
Żołnierz WOP (1975)

- Koniec lat 70. – strażnice górskie WOP wyposażone zostały w skutery produkcji radzieckiej typu Buran umożliwiające patrolowanie granicy górskiej także w zimie niezależnie od grubości pokrywy śnieżnej[17].
- 1976 – wycofano z granicy rowery, zastępując je motocyklami małolitrażowymi; WSK-175 dla kadry i WSK-125 dla żołnierzy służby zasadniczej (5–13 motocykli w zależności od obsady i na jakiej granicy). Wyposażone w łączność radiową motocykle stały się podstawowym środkiem transportu w służbie patrolowej i rozpoznawczej[17].
- 13 grudnia 1981–22 lipca 1983 – (stan wojenny w Polsce), normę służby granicznej dla żołnierzy podwyższono z 8 do 12 godzin na dobę. Patrole wysyłane w teren zostały wzmocnione. Wyeliminowano służby składające się z jednego żołnierza. Ścisłą kontrolą objęto całą strefę nadgraniczną, zamknięte zostały niektóre szlaki turystyczne, a ruch w strefie nadgranicznej został znacznie ograniczony. W stan gotowości były postawione wszystkie pododdziały odwodowe. Mimo utrudnionych warunków nie zaprzestano współpracy z ludnością pogranicza[18].
- 1986 – po katastrofie w Czarnobylu z polecenia wyższych przełożonych została przeprowadzona akcja przez lekarza batalionu tj. objechania domów kadry strażnicy i podania ich dzieciom otrzymanego z Wrocławia płynu Lugola, który miał blokować wchłanianie przez tarczycę jodu radioaktywnego[19].

Straż Graniczna:
- 1992 – otrzymano na wyposażenie samochody Land Rover Defender I 110, skutery śnieżne, z czasem czterokołowce. To była nowa, wyższa jakość po GAZ-69 i UAZ 469 oraz skuterach śnieżnych Buran, które spalały dużą ilość paliwa i były awaryjne. Nowe skutery Scandic były szybkie, zwrotne i wygodniejsze[20].

## Strażnice sąsiednie

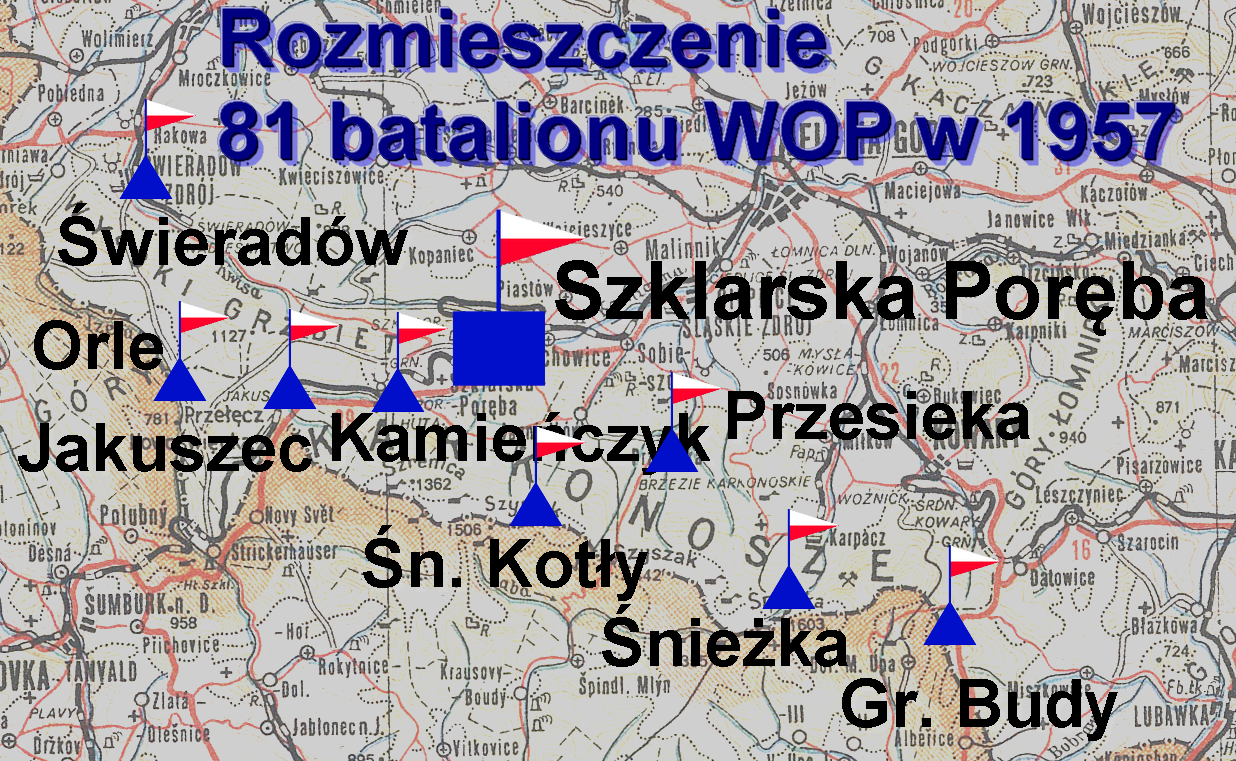
1957

- 3 strażnica WOP Bande ⇔ 5 strażnica WOP Karlsthal – 1946
- 3 strażnica OP Kamieńczyk ⇔ 5 strażnica OP Orle – 1949
- 5 strażnica WOP II kat.– Kamieńczyk ⇔ 7 strażnica WOP III kat. Orle – 1956
- 25 strażnica WOP III kat. Kamieńczyk ⇔ 23 strażnica WOP IV kat. Orle – 1.01.1960
- 24 strażnica WOP lądowa III kat. Kamieńczyk ⇔ 22 strażnica WOP lądowa IV kat. Orle – 1.01.1964.
- Strażnica WOP Kamieńczyk ⇔ Strażnica WOP Świeradów – 1.06.1976
- Strażnica WOP Przesieka ⇔ Strażnica WOP Świeradów – 16.12.1989.

## Komendanci/dowódcy strażnicy

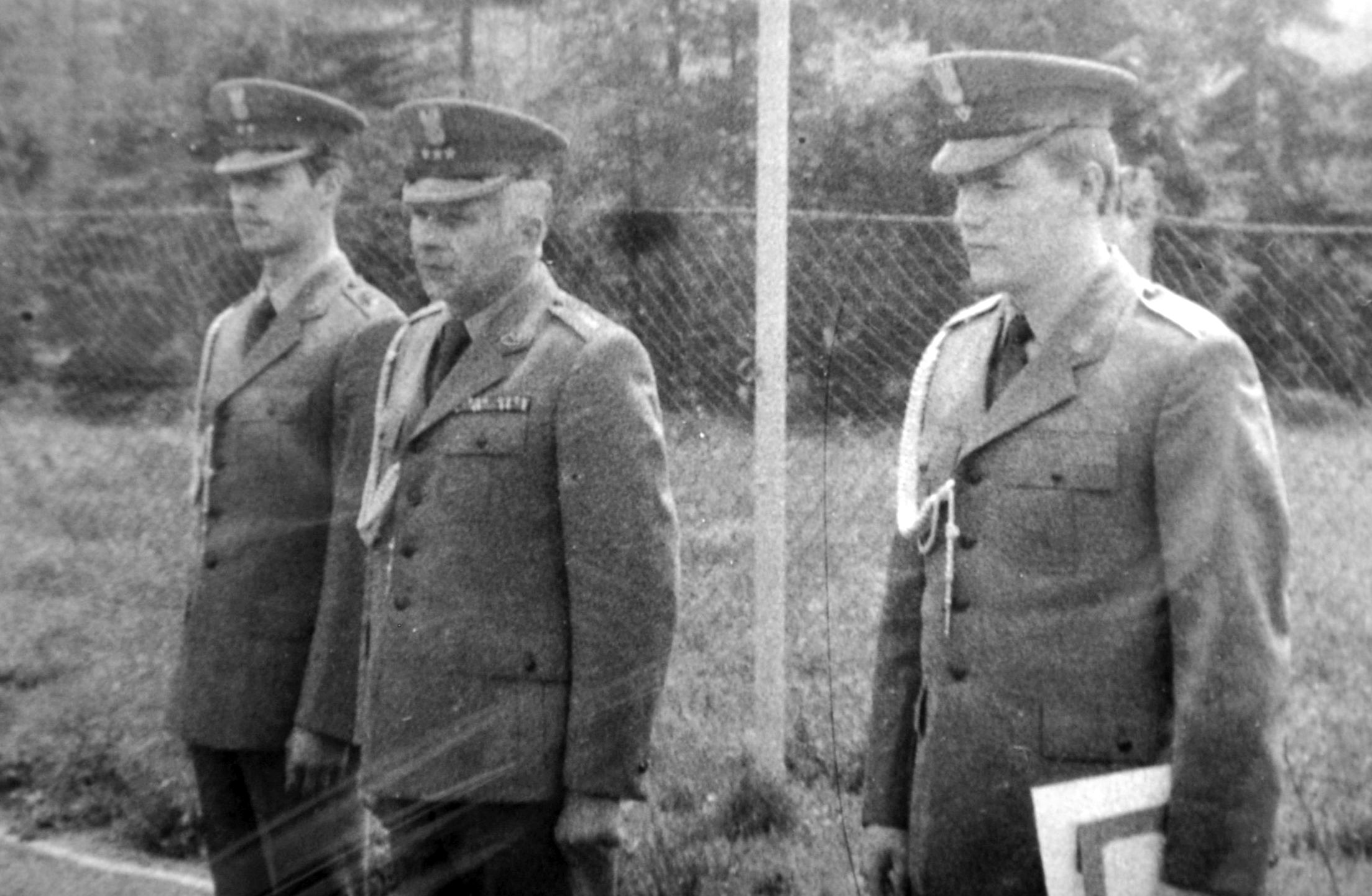
Kadra (w środku d-ca strażnicy por. Bogusław Adamowicz) (1987)

| stopień | imię i nazwisko      | okres pełnienia służby | kolejne stanowisko             |
| ------- | -------------------- | ---------------------- | ------------------------------ |
| por.    | Michał Gaj           | był w 10.1946          |                                |
|         | Mieczysław Kręglicki | 10.05.1950–31.12.1950  | d-ca, 25 strażnica WOP Zasieki |
| chor.   | Bronisław Wozowczyk  | do 1952                |                                |
| chor.   | Henryk Kaczmarek     | od 1952                |                                |
| por.    | Wacław Ptasiński     | był w 1. poł. lat 60.  |                                |
|         | Giwerski             | był w 1973–był w 1975  |                                |
| kpt.    | Waldemar Szyl        | był w 1981–był w 1982  |                                |
| por.    | Bogusław Adamowicz   | był w 1987–1988        |                                |
| mjr     | Waldemar Szyl        | od 1988                |                                |